# Ministerio de Educación (Guatemala)
El Ministerio de Educación (MINEDUC) es el ministerio del gobierno de Guatemala responsable de la educación en Guatemala. Por lo cual le corresponde lo relativo a la aplicación del régimen jurídico concerniente a los servicios escolares y extraescolares y la administración del sistema educativo de Guatemala.

## Funciones
El Ministerio de Educación de Guatemala, de acuerdo con el artículo 33 de la Ley del Organismo Ejecutivo le corresponde las siguientes funciones:
1. Formular y administrar la política educativa, velando por la calidad y la cobertura de la prestación de los servicios educativos públicos y privados, todo ello en conformidad con la ley.
2. Coordinar con el Ministerio de Comunicaciones, Infraestructura y Vivienda las propuestas para formular y poner en vigor las normas técnicas para la infraestructura del sector.
3. Velar porque el sistema educativo y del Estado contribuya al desarrollo integral de la persona, con base en los principios constitucionales de respeto a la vida, la libertad, la justicia, la seguridad y la paz y al carácter multiétnico, pluricultural y multilingüe de Guatemala.
4. Coordinar esfuerzos con las universidades y otras entidades educativas del país, para lograr el mejoramiento cualitativo del sistema educativo nacional.
5. Coordinar y velar por el adecuado funcionamiento de los sistemas nacionales de alfabetización, planificación educativa, investigación, evaluación, capacitación de docentes y personal magisterial, y educación intercultural ajustándolos a las diferentes realidades regionales y étnicas del país.
6. Promover la autogestión educativa y la descentralización de los recursos económicos para los servicios de apoyo educativo mediante la organización de comités educativos, juntas escolares y otras modalidades en todas las escuelas oficiales públicas; así como aprobados sus estatutos y reconocer su personalidad jurídica.
7. Administrar en forma descentralizada y subsidiaria los servicios de elaboración, producción e impresión de textos, materiales educativos y servicios de apoyo a la prestación de los servicios educativos.
8. Formular la política de becas y administrar de forma descentralizada el sistema de becas y bolsas de estudio que otorga el Estado.

## Organización
El Ministerio de Educación de Guatemala se organiza así:
Despacho Ministerial
- Ministro de Educación
  - Viceministerio Administrativo
  - Viceministerio Técnico
  - Viceministerio de Educación Bilingüe e Intercultural
  - Viceministerio de Educación Extraescolar y Alternativa

## Historia
Es el Ministerio del Gobierno de Guatemala responsable de la educación en Guatemala, por lo cual le corresponde lo relativo a la aplicación del régimen jurídico concerniente a los servicios escolares y extraescolares para la educación de los guatemaltecos.

### Fundación
El 18 de julio de 1872, durante la presidencia de facto del general Miguel García Granados, fue creado el Ministerio de Instrucción Pública; la nueva cartera estuvo a cargo del licenciado José Miguel Vasconcelos.
El 2 de enero de 1875 se produce el establecimiento de la educación primaria gratuita obligatoria y el 16 de febrero de 1875 se publica la Ley orgánica de Segunda Enseñanza y se decretan los estudios a nivel secundario para obtener el Diploma de Bachiller en Ciencias y Letras; el 18 de febrero se organiza la Escuela Central.

### Traslado a sede actual
En 1997 el Ministerio de Educación se concentra en un solo lugar; el edificio que alberga el MINEDUC fue construido en 1897, durante la 
administración del general José María Reina Barrios y fue utilizado original como el salón de exposiciones de la malograda Exposición Centroamericana.  En 1901, durante el primer período presidencial del licenciado Manuel Estrada Cabrera se construyó allí un asilo de convalecientes, el cual forma parte del legado histórico del país, al punto que por su valor histórico el Instituto de Antropología e Historia lo declaró Monumento Nacional.
En año 2007 se inaugura un nuevo edificio. Dentro del complejo de las instalaciones del MINEDUC albergando algunas dependencias que se ubicaban fuera de la planta central, esto con el fin de unificar y centralizar sus funciones, para brindar un mejor servicio.

### Educación durante la reforma liberal

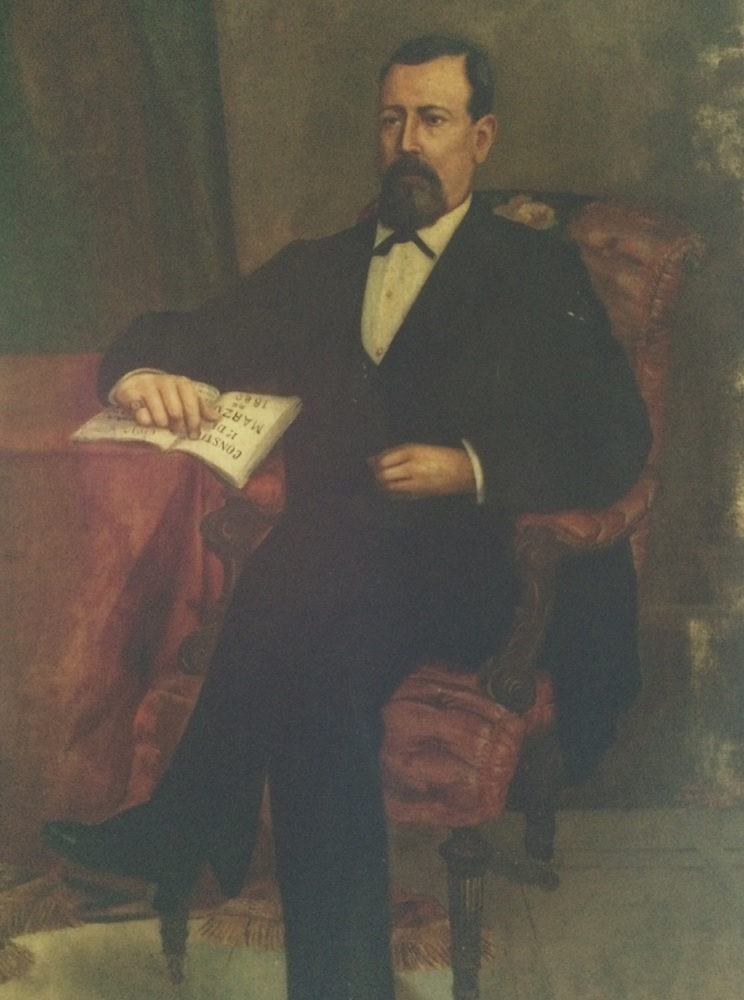
General Justo Rufino Barrios, presidente de Guatemala de 1873 a 1885.

Los gobiernos liberales, especialmente el de Justo Rufino Barrios, emprendieron un vasto programa de reformas que abarcaron, entre otros aspectos, a la Iglesia, la economía y la educación. Los siguientes fueron los postulados liberales del gobierno de Barrios:
- Separación definitiva de la Iglesia y del Estado
- Supresión de diezmos y primicias obligatorios, a fin de restarle poder económico al clero secular, el cual dependía de los diezmos y no había sido expulsado del país.
- Extinción de las cofradías
- Instauración del matrimonio civil
- Secularización de cementerios
- Creación del registro civil
- Instauración de la enseñanza laica en todos los colegios de la república
- Instauración de la escuela primaria gratuita y obligatoria
- Reorganización de la universidad, para eliminar los cursos de teología.[1]

Sobre la base de estos preceptos, se expropiaron numerosos bienes a las órdenes del clero regular de la Iglesia católica, ya que era uno de los principales terratenientes y encomenderos conservadores; de esta forma, se eliminaba el poder del clero regular con la expulsión de las órdenes monásticas, se restringía el poder del clero secular y los arzobispos con la eliminación del diezmo obligatorio y los bienes se traspasaban a los líderes liberales.  Los gobiernos liberales expropiaron los siguientes monasterios a las órdenes del clero regular, luego de derogar el Concordato de 1854 en el que el Estado guatemalteco se había comprometido a resguardar la propiedad privada de la Iglesia Católica:
- Colegio y Seminario Tridentino de Nuestra Señora de la Asunción: convertido en el Instituto Nacional Central para Varones
- Colegio Mayor de los Paulinos: convertido en la Escuela Normal Central para Varones y posteriormente en la Escuela Facultativa de Medicina del Centro
- Convento de Belén: convertido en el Sección Normal del Colegio de Niñas
- Convento de la Recolección: convertido en la Escuela Politécnica
- Convento de Santa Teresa: convertido en cárcel de mujeres[6]
- Convento de San Francisco: convertido en cárcel para hombres y cuartel de policía[6]
- Convento de Santo Domingo: convertido en el Conservatorio Nacional de Música[7] y luego en la Dirección General de Rentas Internas[8]
- Escuela eclesiástica de primeras letras «San José de Calasanz»: Colegio «El Progreso» y luego la Escuela Nacional de Música y Declamación.[9]

En enero de 1875 se fundó el Instituto Nacional Central para Varones con las asignaturas de gramática y literatura, aritmética, trigonometría y topografía, dibujo lineal, teneduría de libros, física, mecánica, agricultura, historia natural, anatomía, fisiología e higiene, anatomía y fisiología comparadas, filosofía y pedagogía, latín, francés e inglés, derechos y deberes del ciudadano y calistenia; un programa positivista completo.  El movimiento del positivismo afectó a toda la población culta porque estaba dirigido tanto a la escuela primaria como a la secundaria, y la ley disponía que la primera fuese obligatoria, laica y gratuita.  En la Escuela Politécnica se establecieron carreras de topógrafo, ingeniero de minas, ingeniero de montes, agrimensor, arquitecto, telegrafista y tenedor de libros.  El movimiento educativo positivista se completó con la publicación y traducción de importantes obras de texto y con la publicación de periódicos como La educación del pueblo y El Instituto Nacional.
| El despacho de Educación estuvo en manos de los intelectuales hondureños Marco Aurelio Soto y Ramón Rosa, quienes alternaban sus funciones entre el y su despacho de Relaciones Exteriores. El pensamiento de ambos intelectuales liberales, fuertemente anticlerical, quedó reflejado en las reformas liberales en educación y religión en Guatemala, y se resume en estas líneas escritas por Rosa en 1882: «En América, en donde la instrucción popular se difunde con la celeridad de la luz, y en donde no existen, como en Europa, muy arraigados y tradicionales intereses religiosos, que dan poder y privilegios a numerosas clases sociales; en nuestra América, en donde la libertad de conciencia es ya una conquista definitiva: todas, todas las religiones positivas tienen que desaparecer, en no remoto día, con sus artificiosos y contradictorios dogmas, con sus litúrgicos aparatos teatrales, con sus sangrientas historias, con sus egoístas y mal disfrazados intereses mundanos, con sus hipócritas santidades, con sus privilegiadas y ensoberbecidas castas, y con sus execrables tiranías [...]». En 1876, ambos serían instalados por Barrios en Honduras como Presidente y secretario General de Gobierno, respectivamente, y gobernaron hasta 1883 cuando el mismo Barrios atacó a Honduras. En julio de 1875 Barrios extinguió la Pontificia Universidad de San Carlos Borromeo y en su lugar creó la Universidad Nacional de Guatemala, con las Facultades de Jurisprudencia y Ciencias Políticas y Sociales, y Medicina y Farmacia; la ley orgánica y reglamentaria de instrucción pública decretaba que, en esta última, el estudio de la fisiología debía efectuarse de una manera filosófica, con todas las teorías modernas sobre la ciencia y, en cuanto fuese posible, de modo experimental. En 1877 el gobierno fundó la Universidad de Occidente, la cual contaba con la Escuela Facultativa de Derecho y Notario de Occidente. En 1879 fundó la Biblioteca Nacional de Guatemala y las facultades de Ingeniería, Filosofía y Literatura. El plan de estudios de la facultad de Literatura incluía: psicología y lógica, ética e historia de la filosofía, lengua y literatura latina, gramática castellana, literatura española y americana y literatura inglesa y alemana. |

### Ministros de Educación
A lo largo de la historia del ministerio de educación varias personas se han desempeñado al frente de este, a partir de 1986 los ministros de educación han sido:
| Nombre                            | Retrato                     | Mandato                  | Mandato                  | Gobierno             | Gobierno |
| --------------------------------- | --------------------------- | ------------------------ | ------------------------ | -------------------- | -------- |
| Eduardo Meyer Maldonado           |                             | 14 de enero de 1986      | 1 de marzo de 1988       | Vinicio Cerezo       |          |
| José Ricardo Gómez Gálvez         |                             | 1 de marzo de 1988       | 22 de diciembre de 1989  | Vinicio Cerezo       |          |
| Carlos René Escobar Montenegro    |                             | 22 de diciembre de 1989  | 22 de septiembre de 1990 | Vinicio Cerezo       |          |
| Édgar Rolando Barrios Rodas       |                             | 23 de septiembre de 1990 | 14 de enero de 1991      | Vinicio Cerezo       |          |
| María Luisa Beltranena de Padilla |                             | 14 de enero de 1991      | 26 de mayo de 1993       | Jorge Serrano Elías  |          |
| Pilar Serrano de López            |                             | 27 de mayo de 1993       | 17 de junio de 1993      | Jorge Serrano Elías  |          |
| Pilar Serrano de López            | Ramiro de León Carpio       | 27 de mayo de 1993       | 17 de junio de 1993      |                      |          |
| Celestino Alfredo Tay Coyoy       |                             | 17 de junio de 1993      | 14 de enero de 1996      |                      |          |
| Arabella Castro Quiñónes          |                             | 14 de enero de 1996      | 14 de enero de 1997      | Álvaro Arzú Irigoyen |          |
| Roberto Moreno Godoy              |                             | 14 de enero de 1997      | 14 de enero de 1998      | Álvaro Arzú Irigoyen |          |
| Arabella Castro Quiñónes          |                             | 14 de enero de 1998      | 20 de abril de 1999      | Álvaro Arzú Irigoyen |          |
| Roberto Moreno Godoy              |                             | 20 de abril de 1999      | 14 de enero de 2000      | Álvaro Arzú Irigoyen |          |
| Mario Rolando Torres Marroquín    |                             | 14 de enero de 2000      | 14 de enero de 2004      | Alfonso Portillo     |          |
| María del Carmen Aceña Villacorta |                             | 14 de enero de 2004      | 14 de enero de 2008      | Óscar Berger         |          |
| Ana Ordóñez de Molina             |                             | 14 de enero de 2008      | 1 de septiembre de 2009  | Álvaro Colom         |          |
| Bienvenido Argueta Hernández      |                             | 2 de septiembre de 2009  | 25 de febrero de 2010    | Álvaro Colom         |          |
| Dennis Alonzo Mazariegos          |                             | 26 de febrero de 2010    | 14 de enero de 2012      | Álvaro Colom         |          |
| Cynthia del Águila Mendizábal     |                             | 14 de enero de 2012      | 22 de agosto de 2015     | Otto Pérez Molina    |          |
| Eligio Sic Ixpancoc               |                             | 25 de agosto de 2015     | 16 de septiembre de 2015 | Otto Pérez Molina    |          |
| Eligio Sic Ixpancoc               | Alejandro Maldonado Aguirre | 25 de agosto de 2015     | 16 de septiembre de 2015 |                      |          |
| Rubén Alfonso Ramírez             |                             | 17 de septiembre de 2015 | 14 de enero de 2016      |                      |          |
| Óscar Hugo López Rivas            |                             | 14 de enero de 2016      | 14 de enero de 2020      | Jimmy Morales        |          |
| Claudia Ruíz Casasola             |                             | 14 de enero de 2020      | 14 de enero de 2024      | Alejandro Giammattei |          |
| Anabella Giracca Méndez           |                             | 15 de enero de 2024      | Presente                 | Bernardo Arévalo     |          |